# Jan Krukowiecki
Jan Stefan Krukowiecki herbu Pomian (ur. 15 grudnia 1772 we Lwowie, zm. 17 kwietnia 1850 w Popniu) – polski generał, uczestnik wojen napoleońskich i powstania listopadowego, hrabia.

## Życiorys
Urodził się jako Stefan Jan Krukowiecki. Wywodził się z rodziny Krukowieckich herbu Pomian. Był prawnukiem Franciszka (dziedzic Łopuszki i Zagórza, zm. 1689), wnukiem Wojciecha (zm. 1724, cześnik bracławski), synem Piotra i Apolonii Hordyńskiej (zm. 1780, córka Stefana, podstarościego lwowskiego). Miał siostry Felicjannę (ur. 1772) i Wiktorię (ur. 1774, zamężna z dalekim krewnym Ignacym Krukowieckim, matka powstańców listopadowych Sylwerego i Feliksa Karola).
Ukończył wiedeńskie Theresianum. W wojsku od 1786, początkowo służył w armii austriackiej, potem w wojsku francuskim i od 1806 armii Księstwa Warszawskiego, był ciężko ranny w 1812 w czasie walk o Smoleńsk. Generał brygady od 1813, w 1815 już w Wojsku Polskim Królestwa Kongresowego. 
Dziedziczony po ojcu tytuł hrabiego został mu potwierdzony w Królestwie Kongresowym w 1820 (według innej wersji 24 maja 1824).
W 1819 mianowany generałem brygady. Awansowany na generała dywizji w 1829. Dowodził najpierw brygadami w 2 Dywizji Piechoty i 1 Dywizji Piechoty, a od 1829 1 Dywizją Piechoty.
Po wybuchu powstania listopadowego dowodził 1 Dywizją Piechoty. Sprawował dowództwo w zwycięskiej bitwie pod Białołęką. Brał udział w bitwie o Olszynkę Grochowską, w której odmówił wykonania rozkazu przeciwnatarcia gen. Chłopickiego. W marcu 1831 mianowany generałem piechoty, objął stanowisko gubernatora Warszawy. W sierpniu i wrześniu 1831 roku prezes Rządu Narodowego Królestwa Polskiego oraz faktyczny wódz w końcowym okresie walk. Oficer o poglądach skrajnie konserwatywnych, zdelegalizował Towarzystwo Patriotyczne pod wpływem wydarzeń nocy 15 sierpnia. W gruncie rzeczy przeciwny kontynuowaniu powstania, prowadził rokowania z marszałkiem Iwanem Paskiewiczem o warunki kapitulacji, obciążany był winą za niedostateczne przygotowanie stolicy do obrony i oskarżany o potajemne kontakty z przeciwnikiem. Po kapitulacji Warszawy pozostał w stolicy. Po upadku powstania decyzją cara zesłany początkowo do Jarosławia, w którym przebywał od listopada 1831 roku do maja 1832 roku. Następnie rozkazem carskim przeniesiony do Wołogdy; w której przebywał do 1835 roku.
Podczas pobytu w Jarosławiu i Wołogdzie pisał dziennik dla żony. Opisał w nim również losy generałów, którzy wraz z nim odbywali karę zesłania w Jarosławiu i Wołogdzie; byli to m.in.: Michał Radziwiłł, Izydor Krasiński, Ignacy Prądzyński, Walenty Zawadzki, Edward Żółtowski, Franciszek Ksawery Niesiołowski, Franciszek Morawski, Józef Czyżewski, Kazimierz Dziekoński, Jan Tomicki.
Po zakończeniu zesłania wrócił do Królestwa i osiadł w Popniu, majątku należącym do żony – Heleny z Wolskich Krukowieckiej. W XVIII wieku i w 1811/1812 był członkiem loży wolnomularskiej Świątynia Izis. Jego tytuł hrabiowski został zatwierdzony w Imperium Rosyjskim 27 grudnia 1847.
Zmarł 17 kwietnia 1850 w Popieniu. Został pochowany w grobowcu rodzinnym w Jeżowie.

## Odznaczenia
Posiadacz krzyża kawalerskiego Orderu Virtuti Militari (1808), neapolitańskiego krzyża kawalerskiego Orderu Obojga Sycylii (1814), rosyjskiego Orderu św. Włodzimierza III klasy, francuskich krzyży komandorskiego (28 października 1813), oficerskiego (28 października 1813) i kawalerskiego (22 sierpnia 1812) Orderu Legii Honorowej, rosyjskiego Orderu św. Anny I klasy z koroną i Orderu św. Stanisława II klasy (1820), a także Znaku Honorowego za 25 lat służby (1830).

## Rodzina

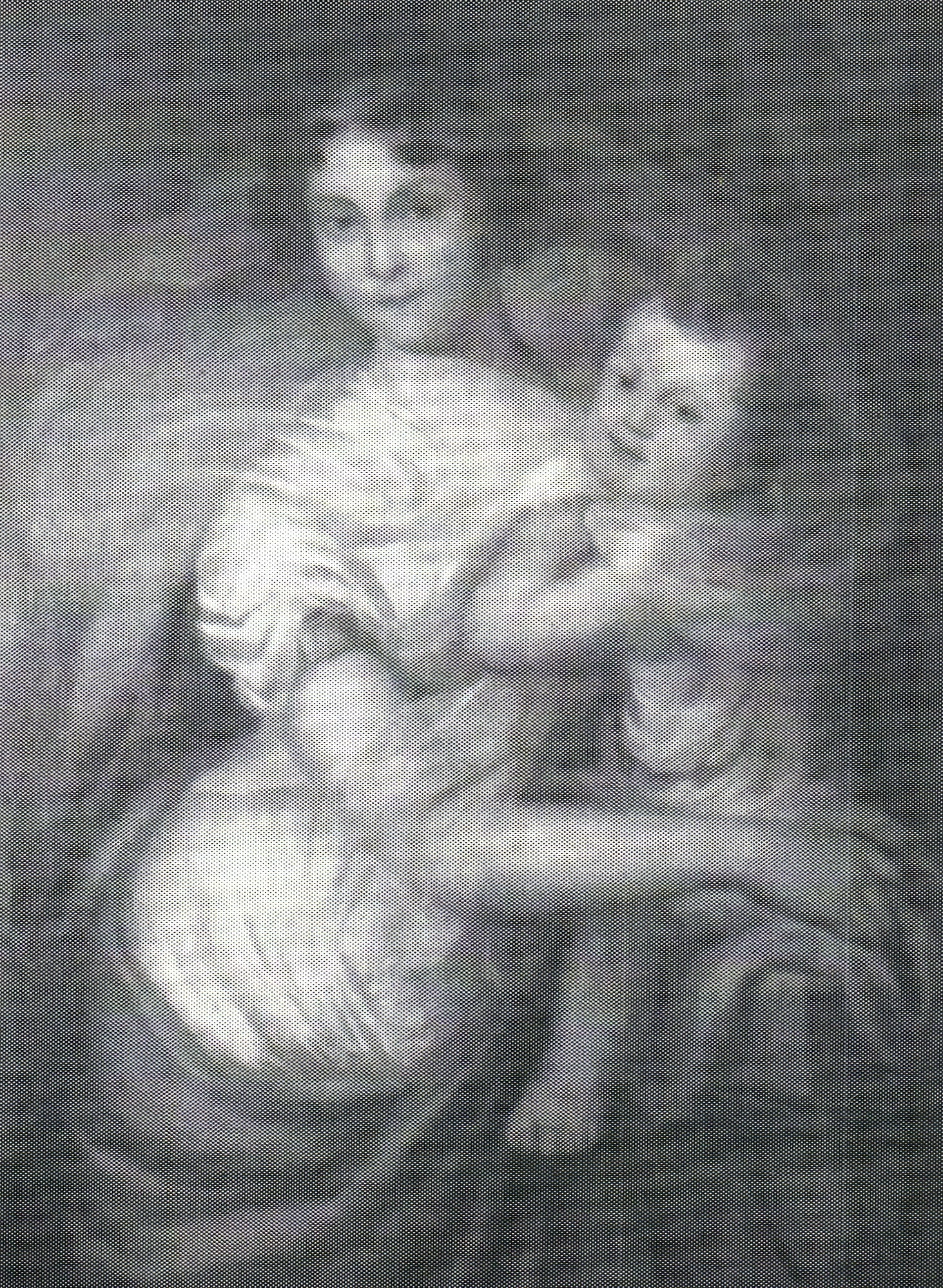
Helena z Wolskich Krukowiecka z synkiem (Konstantym?)

W 1820 ożenił się z Heleną Wolską (1803-1859, córka generała wojsk koronnych Fryderyka Wolskiego). Z tego związku urodzili się synowie: Konstanty (1821-1839), Władysław (1824-1827), Aleksander (1825-1896), Adam (1831-1861), Stanisław (1837-1841) oraz córka Helena (1829-1897). Córka Helena pozostała w stanie panieńskim i mieszkała w majątku Krukowieckiego w Osse. Syn Aleksander Krukowiecki zasłużył się jako jeden z najzdolniejszych partyzantów w powstaniu styczniowym.